# Chrysolina naratica
Chrysolina naratica é uma espécie de artrópode pertencente à família Chrysomelidae.